# Paul Marie Fabre
Paul Marie Fabre est un haut fonctionnaire français né le 17 octobre 1835 à Clermont-Ferrand et mort le 22 mars 1891 à Paris

## Biographie
Fils de Michel Euryale Fabre, notaire et adjoint à la mairie de Clermont-Ferrand, et de Sophie Honorine Virginie Bernard, il nait le 17 octobre 1835 au domicile de ses père et mère situé à Clermont-Ferrand, section sud-ouest, rue des Petits Gras. Par sa sœur, Jeanne Lucie, il est le beau-frère du conseiller général, Philippe Audibert, et par sa sœur, Henriette Félicie, l'oncle par alliance du conseiller à la cour de cassation, Joseph Depeiges.
Il épouse, le 5 août 1867, à Fayl-Billot, Marie Drouhin, avec laquelle il aura deux fils, dont Joseph (1868-1907).
Bien que domicilié à Clermont-Ferrand, il meurt le 22 mars 1891 à Paris, au 19 rue Oudinot.

## Carrière administrative
Licencié en droit le 30 septembre 1864, il commence sa carrière comme principal clerc de notaire, avant de s'inscrire, comme avocat, au barreau de Clermont-Ferrand.
Il est nommé, le 30 décembre 1866, conseiller de préfecture de la Haute-Marne,.
Durant la guerre franco-prussienne, en septembre 1870, il est promu secrétaire général de ladite préfecture, remplaçant le préfet Tézenaz, qui, le 7 septembre, est démis de ses fonctions par les allemands. S'opposant aux ordres des allemands, il est emprisonné, à Chaumont, le 7 novembre 1870, et emmené en captivité en Allemagne, dès le 11 novembre suivant. Il ne sera libéré que le 23 février 1871.
Il est nommé, le 16 avril 1871, secrétaire général de la Préfecture du Tarn, le 3 février 1872, secrétaire général de la préfecture de l'Hérault et, le 15 février 1873, secrétaire général de la Préfecture des Bouches-du-Rhône.
Par décret présidentiel en date du 15 octobre 1875, il est nommé préfet des Pyrénées-Orientales, et, le 13 avril 1876, préfet de l'Aveyron.
Le 19 mai 1877, après la Crise du 16 mai 1877,  il est mis en disponibilité par le cabinet De Broglie-Fourtou.
Sept mois plus tard, dans le cadre du grand mouvement préfectoral du 18 décembre 1877, qui remplace 83 préfets, il est nommé, par le cabinet Dufaure-Marcère, préfet de la Savoie.
Nommé le 25 janvier 1879 trésorier-payeur général de la Corrèze,, il est remplacé dans ses fonctions de préfet, le 15 mars 1879.
Il démissionne de ses fonctions, le 1er mai 1881, et est remplacé, par décret du 9 mai suivant, par l'ancien préfet Maulmond.

## Distinctions
Le 18 septembre 1872, il est nommé Chevalier de la Légion d'Honneur, pour sa conduite, lors de la guerre franco-allemande de 1870.
Le 7 février 1878, il est promu Officier de la Légion d'Honneur.